# Середа Андрій Вікторович
Андрі́й Вікторович Середа́ (1 січня 1964, Київ) — український співак, телеведучий, кіно- та театральний-актор та диктор-актор дубляжу. Лідер рок-гурту «Кому Вниз».

## Життєпис

### Ранні роки
Андрій Середа народився 1 січня 1964 року у Києві. У юнацькі роки вчився в музичній школі за спеціальністю фортепіано. Мати Середи родом з Росії, із Сибіру, за фахом інженер-конструктор річкових причалів, а батько — родом з України, з Києва, за фахом інженер-кораблебудівник.
У 1985 році закінчив Київський державний інститут театрального мистецтва імені Івана Карпенка-Карого за фахом «актор».

### Музична кар'єра
У 1983 році відбувся пісенний дебют Андрія як сольного співака. Також саме того року він написав пісню на слова Тараса Шевченка «Суботів», приурочену до батькового дня народження.
Через кілька років — у 1988 — Середа заснував музичний гурт Кому Вниз разом з кількома музикантами та Владиславом Макаровим, з яким Андрій познайомився роком раніше, 1987, на майданчиках «Театру на Подолі»; за одною з версій назва гурту це стьоб над терміном «комунізм», з яким частково і є співзвучною назва гурту. Гурт не був початково україномовним, й навіть перший їхній альбом — Падая вверх (1989) — був російськомовним. Згодом Середа пояснив російськомовність гурту Кому Вниз у перші кілька місяців існування гурту тим, що «ми всі пройшли совдепію. Тоді мова не завжди була ознакою національности — у часи виходу нашого першого альбому це відчувалося найбільше».
Однак наприкінці 1989 року гурт відходить від «совдепії» та змінює своє ідеологічне спрямування на більш українофільське та відтоді починає створювати всі свої пісні українською мовою. Майже відразу після переходу гурту на проукраїнські позиції вони отримали своє перше серйозне визнання: у 1989 році гурт став переможцем на культовому фестивалі україномовної музики Червона Рута (II премія у категорії «рок-музика») Згодом Середа зізнавався українським журналістам що саме Червона Рута та «хрещений батько» гурту Тарас Петриненко змогли врятували гурт та допомогли йому відійти від «совдепії» та «повернутися додому»..
Після перемоги на Червоній Руті до гурту приходить перше визнання; й йому вдається укласти угоду з канадським музичним лейблом «Кобза», що спеціалізувався на українській музиці. Уже з 1990 року Кому Вниз починає здійснювати свої перші закордонні гастролі, відвідуючи з концертами численну українську діаспору Канади та США.
У пізніші роки гурт успішно розвивався й зумів отримати статус культового в українській музиці.

### Телевізійна та акторська кар'єра
По закінченні київського Університету Карпенка-Карого за фахом «актор» у 1985 році, став театральним актором в Театрі на Подолі, однак пропрацювавши лише три роки у 1988 році Середа вирішує покинути сцену пояснивши це «буденними розходженнями з характером головного режисера [театру]».
У 1999 році Середа почав працювати на телебаченні телеведучим; зокрема був телеведучим телеканалу ТРК «Ера» з 1999 року й до самого закриття каналу у 2017 році.
Окрім театрального акторства Середа також займався кіноакторством, зокрема грав епізодичні ролі у декількох художніх фільмах, а також багато працював як актор дублювання та озвучення: він неодноразово долучався до озвучення та дублювання українською художніх фільмів, документальних фільмів та реклами. Серед найвідоміших робіт Середи у царині україномовного дублювання було україномовне дублювання анімаційного фільму «Тачки» у 2006 році.

## Родина
Має молодшу сестру та старшого брата. Одружений; з дружиною Світланою, за походженням молдаванкою, він побрався 1988 року. Через рік у 1989 році у подружжя народився син Олександр.

## Відзнаки та нагороди
У 2005 році був нагороджений орденом «Пустельний Хрест» від партії УНА-УНСО за вагомий внесок у розвиток української культури. Однак, не зважаючи на визнання керівництва УНА-УНСО, Середа відмовився від місця у виборчому списку партії, як він згодом пояснив у інтерв'ю українським журналістам «не тому, що не підтримував [партію УНА-УНСО]. Просто політика — це те, що абсолютно відрізняється від усього, чим я займаюся у своєму житті. Те, що для людини з духовною сутністю є повійством, у політиці називається компромісом. Ти маєш стати другосортним, бо мусиш навчитися здавати свої позиції. І головне — політикою треба жити постійно, 24 години на добу, тобто на творчість у тебе вже елементарно забракне часу. Я раніше завжди йшов зі структур, де мені одразу нав'язували якусь думку чи позицію. Тому в політиці мені не буде нормально».
У 2021 році став лауреатом нагороди «Священний кабанчик» від Антіна Мухарського за вагомий внесок в українізацію України.

## Погляди
Андрій Середа дотримується ультраправих поглядів. Його гурт «Кому Вниз» завжди мав чітке ідеологічне праве спрямування.
У 2011 році, на урочистих зборах до двадцятиріччя ВО «Свобода», Андрій Середа заявив:
|  | Українець — означає людина. Людина — означає українець. «Українець» і «людина» — це слова синоніми. І це є аксіома. |

При цьому Україну він назвав «землею мами арійської раси», а закінчив промову жестом «від серця до сонця».
У 2016 році Андрій Середа назвав себе «вибірковим антисемітом». Водночас зазначив, що у нього є частина російської крові: «…я ж напівлюдина, а напів — кацап».

У 2009 році в інтерв'ю «Українському тижню» Андрій Середа заявив: 
|  | Треба нарешті визнати, що свастика є українським національним символом, нехай від того в якогось ліберастика волосся дибки стане… |

Андрій Середа також має на руці татуювання кельтського хреста — символу, який використовують расисти та неонацисти. Цей же символ на чорному прапорі є на репетиційній базі гурту «Кому Вниз».

## Фільмографія

### Як актора
- «Іван та кобила» (1992)
- «Натурник» (1992)
- «Чорний козак» (2018)
- «Шлях мерця»[22]

### Як актора дубляжу
- Шанс — диктор (озвучення, Студія В. І. К.)
- Тіп-Топ — диктор (озвучення, М. С. Л.)
- Бабай — Вій, перевізник (озвучення, Укранімафільм)
- Легендарні замки України — читає текст (озвучення, 07 Production на замовлення ТК Інтер)
- Телепузики — оповідач, інші чоловічі ролі (дубляж, Продюсерський центр Prime-Time на замовлення Нового каналу)
- Шрек — Чарівне дзеркало (старий дубляж, Pteroduction Sound)
- Змивайся! — Біляк (дубляж, Pteroduction Sound)
- Секрет Робінсонів — тренер (дубляж, Невафільм Україна)
- Тачки (1 і 3 частини) — Шик Гікс (дубляж, Невафільм Україна\Le Doyen)
- У пошуках Немо — (дубляж, Le Doyen)
- Динозавр — Крон (дубляж, Le Doyen)
- G.I. Joe: Атака кобри 2 — (дубляж, Le Doyen)
- Всесвітня війна Z — (дубляж, Le Doyen)
- Дорослі забави — (дубляж, Le Doyen)
- Оселя зла: Відплата — (дубляж, Le Doyen)
- Американський пиріг: Знову разом — (дубляж, Le Doyen)
- Пірати карибського моря: На дивних берегах — диктор (дубляж, Le Doyen)
- Ріо — диктор (дубляж, Постмодерн\Central Production International Group)
- Шрек Третій — (дубляж, Постмодерн)
- Тор — Ерік Селвіґ (дубляж, Постмодерн)
- Трансформери (2—3 частини) — Сайдсвайп (дубляж, Постмодерн)
- Бі Муві: Медова змова — диктор (дубляж, Постмодерн)
- Месники — Ерік Селвіг (дубляж, Постмодерн)
- Дещо — (дубляж, AAA-Sound)
- Джок — (дубляж, AAA-Sound)
- Мачете — (дубляж, AAA-Sound)
- Невловимі — (дубляж, AAA-Sound)
- Подарунок — (дубляж, AAA-Sound)
- Воруши ластами — (дубляж, AAA-Sound)
- Півтори лицарі — (дубляж, AAA-Sound)
- Останній рубіж — (дубляж, AAA-Sound)
- Острів проклятих — (дубляж, AAA-Sound)
- Лікар: Учень Авіценни — (дубляж, AAA-Sound)
- Месники: Могутні герої Землі — Тор (дубляж, AAA-Sound)
- Американський гангстер — (кінотеатральний дубляж)
- Марійчин першосвіт — читає текст (озвучення)
- Рух — читає текст (озвучення)
- Слідчі — диктор (російське озвучення, Mamas Film Production на замовлення ICTV)
- Пригоди Котигорошка та його друзів — (російське озвучення, Укранімафільм)